# As Aventuras do Saci Pererê
As Aventuras do Saci Pererê é um romance infanto-juvenil de Miguel M. Abrahão que apresenta como ponto de partida crenças populares do interior do Brasil, associado ao poder da amizade. 

## Sinopse
As Aventuras do Saci Pererê, segundo o prefácio do folclorista João Chiarini, tem uma linha narrativa calcada na ideia de que todos os povos têm suas lendas, crenças, medos e tabus, permanentemente buscando a consonância com o folclórico, com o místico, com a moral dos homens e suas inter-relações pessoais.
Narrado com bastante humor e ação, conta as aventuras de um Saci-Pererê desde as raízes do mito até uma determinada noite em que, junto do amigo boitatá Jaibolino, cobra de fogo completamente viciada em olhos de animais desde o início dos tempos, resolvem assustar os habitantes da floresta, em busca de estripulias para divertir-se. O primeiro encontro da dupla se dá com um conjunto de ratos cantores cujos segredos, poder mágico e suas relações de medo e respeito com o Pererê são antigas e somente serão revelados no decorrer da narrativa.
Na longa noite em que se passa a história, o grupo encontra personagens fantásticos como o Curupira, Cabra Cabriola ou mesmo a famigerada Cuca, que se constituirão em permanentes perigos para a existência do estranho quinteto.
E, de ameaça em ameaça, de peripécias em peripécias, o grupo, juntando suas forças pela amizade, vence todos os obstáculos e perigos apresentados, até o clímax hilário e surpreendente desta história fantástica.
O romance foi adaptado para o teatro em 1986, e a peça, assim como o original em prosa, revive histórias populares, propiciando um ambiente para que se possa manter a tradição do folclore brasileiro e de sua riqueza criativa.